# Неустроєва
Неустро́єва (рос. Неустроева) — присілок у складі Ірбітського міського округу Свердловської області.
Населення — 101 особа (2010, 138 у 2002).
Національний склад населення станом на 2002 рік: росіяни — 96 %.